# Athinaïkós
Les principales sections du club omnisports de l'Athinaïkós (en grec moderne : Αθηναϊκός Α.Σ.) sont :
- Athinaïkós (football)
- Athinaïkós (basket-ball)
- Athinaïkós (basket-ball féminin)
- Athinaïkós (handball)